# Euphysora gigantea
Euphysora gigantea är en nässeldjursart som beskrevs av Paul Torben Lassenius Kramp 1957. Euphysora gigantea ingår i släktet Euphysora och familjen Corymorphidae.
Artens utbredningsområde är Södra Ishavet. Inga underarter finns listade i Catalogue of Life.